# Tupoljev Tu-154
Tupoljev Tu-154 (rusko Ту-154; NATO oznaka: Careless) je trimotorno ozkotrupno reaktivno potniško letalo. Letalo je oblikoval OKB Tupoljev v 1960ih. Tu-154 je bil več desetletij delovni konj sovjetskih letalskih družb (Aeroflota) in družb vzhodnega bloka. S potovalno hitrostjo 975 km/h je bil eno izmed najhitrejših civilnih letal. Lahko je operiral z neasfaltiranih stez in letališč z malo opreme ter arktičnih področij, kjer druga letala zaradi ekstremnih pogojev niso mogla delovati. Sprva je bil načrtovan za življenjsko dobo 45.000 operativnih ur (18.000 ciklov), vendar lahko s spremembami deluje tudi do 80.000 obratovalnih ur. Letalo bo v uporabi vsaj do leta 2016. Zaradi prevelikega hrupa ne sme delovati na nekaterih letališčih. Aeroflot je izvedel zadnji let s Tu-154 31. decembra 2009.
Od leta 1968 je bilo letalo udeleženo v 39.-ih nesrečah s smrtnimi žrtvami, večinoma pa ni bilo krivo letalo temveč ekstremni pogoji delovanja.
Tu-154 je bil razvit zaradi Aeroflotove zahteve, da zamenja turboreaktivnega Tu-104 in turbopropelerska Antonov An-10 ter Iljušin Il-18. Tu-154 je podoben britanskemu Hawker Siddeley Trident (1962) in Boeingu 727 (1963). 

## Tehnične specifikacije
| Različica               | Tu-154B-2                                        | Tu-154M                                           |
| ----------------------- | ------------------------------------------------ | ------------------------------------------------- |
| Posadka                 | -/4                                              | -/4                                               |
| Kapaciteta sedežev      | 114–180                                          | 114–180                                           |
| Dolžina                 | 48,0 m (157 ft 6 in)                             | 48,0 m (157 ft 6 in)                              |
| Razpon kril             | 37,55 m (123 ft 2 in)                            | 37,55 m (123 ft 2 in)                             |
| Površina kril           | 201,5 m2 (2.169 sq ft)                           | 201,5 m2 (2.169 sq ft)                            |
| Višina                  | 11,4 m (37 ft 5 in)                              | 11,4 m (37 ft 5 in)                               |
| Maks. vzletna teža      | 98.000 kg (216.000 lb) – 100.000 kg (220.000 lb) | 102.000 kg (225.000 lb) – 104.000 kg (229.000 lb) |
| Prazna teža             | 50.700 kg (111.800 lb)                           | 55.300 kg (121.900 lb)                            |
| Maks. hitrost           | 950 km/h (510 kn)                                | 950 km/h (510 kn)                                 |
| Dolet polno naložen     | 2500 km                                          | 5280 km                                           |
| Dolet z maks. gorivom   | 3900 km                                          | 6600 km                                           |
| Največja višina leta    | 12.100 m (39.700 ft)                             | 12.100 m (39.700 ft)                              |
| Motorji (x 3)           | Kuznecov NK-8-2U                                 | Solovjev D-30KU-154                               |
| Potisk motorjev (x 3)   | 90 kN (20.000 lbf) vsak                          | 103 kN (23.148 lbf) vsak                          |
| Maks. kapaciteta goriva | 47000 l                                          | 49700 l                                           |